# A Lesson Before Dying
A Lesson Before Dying (bra: No Corredor da Morte) é um telefilme de drama estadunidense de 1999, dirigido por Joseph Sargent, que foi adaptado do romance de Ernest J. Gaines de 1993 com o mesmo nome. É estrelado por Don Cheadle, Cicely Tyson e Mekhi Phifer.
O filme foi indicado a sete Emmys, vencendo em duas categorias, para Melhor Roteiro em Minissérie, Filme ou Especial Dramático e Melhor Telefilme.

## Elenco
- Don Cheadle – Grant Wiggins
- Cicely Tyson – Tante Lou
- Mekhi Phifer – Jefferson
- Irma P. Hall – Miss Emma
- Brent Jennings – Reverend Ambrose
- Lisa Arrindell Anderson – Vivian Baptiste
- Frank Hoyt Taylor – Sheriff Guidry
- Stuart Culpepper – Henri Pichot
- Patty Mack – Inez
- Elijah Kelley – Clarence
- Wynton Yates – Louis Washington
- Clay Chappell – Paul
- Cierra Meche – Estelle

## Recepção
No Rotten Tomatoes, o filme detém um índice de aprovação de 80%, com base em cinco críticas, com uma nota média de 6,20/10.